# Метрополитен Чанши
Метрополитен Чанши — действующий метрополитен в городе Чанша (Китайская народная республика). На всех станциях установлены платформенные раздвижные двери.

## История
В 2006 году власти города объявили о планах строительства метрополитена к 2013 году, длина первой линии по планам должна составить 26 км, стоимость строительства — 1.3 миллиарда долларов.
В 2012 году — провал на дороге, подозрение на строительство метро рядом.

## Пуск
Ввод системы из 2 линий был запланирован на 2015 год. Четвёртая линия запущена 26 мая 2019 года.
- Линия 2 запущена 29 апреля 2014 года[3]. На линии длиной 22,3 км построено 19 станций, все они подземные.

## Линии
- Линия 1 (красная) Проходит с севера на юг от районного управления Кайфу (Kaifu District Government) до станции Шаншуантан (Shangshuangtang) — 23,57 км, 20 станций.
- Линия 2 (голубая) Проходит с востока на запад от станции Гуанда (Guangda) до станции Западное озеро Мэйси (West Meixi Lake) — 26,57 км, 23 станции.
- Линия 3 (бледно-зелёная) Проходит с юго-запада на северо-восток от станции Шаньтан (Shantang) до станции Гуаншен (Guangsheng) — 36,4 км, 25 станций.
- Линия 4 (фиолетовая) Проходит с северо-запада на восток от станции Гуаньцзилин (Guanziling) до станции Дуцзяпин (Dujiaping) — 33,5 км, 25 станций.
- Линия 5 (жёлтая) Проходит с севера на юг от станции Шуйдихэ (Shuiduhe) до станции Маочжутан (Maozhutang) — 22,5 км, 18 станций.

- Линия в аэропорт (маглев) (красно-коричневая). Проходит на восток от Южного вокзала (Changsha South Railway Station) с пересадками на линии 2 и 4 до аэропорта Хуанхуа (Huanghua) — 18,5 км